# باربرا إيسلي كوكس
باربرا إيسلي كوكس (بالإنجليزية: Barbara Easley-Cox)‏ هي ناشطة في مجال الحقوق المدنية اشتهرت بعملها مع حزب الفهود السود. كانت كوكس في وقت مشاركتها الأولى تدرس بجامعة ولاية سان فرانسيسكو، بينما تعمل الآن في فيلادلفيا مع التركيز على محو الأمية والتعليم للشباب.

## عملها مع حزب الفهود السود
التحقت باربرا إيسلي كوكس مع حزب الفهود السود في عام 1967 خلال سنوات دراستها الجامعية. وطوال تجربتها مع الحزب، عملت في أوكلاند وكاليفورنيا وفيلادلفيا ونيويورك. شاركت كوكس في برنامج توفير الإفطار مجانًا للأطفال Free Breakfast for Children ، وجمعت الملابس لبرنامج ملابس مجانية Free Clothing، وساعدت في برامج المساعدة الأُخرى التي تعهدها الحزب. سافرت إيسلي كوكس حول العالم، ونشرت أعمال وفروع حزب الفهود السود في الجزائر وألمانيا. وفي عام 1970، بدأت العمل مع الحزب في الجزائر، في شمال أفريقيا لتوثيق مفاهيم الحزب عبر الوطنية. وفي وقت لاحق، انتقلت إلى ألمانيا حيث عملت مع الجنود المُلونين حتى عام 1973.

## حياتها الأُسرية
تزوجت باربرا إيسلي كوكس من زوجها دونالد إل. كوكس في عام 1970 أثناء عملها في الجزائر العاصمة. وأثناء وجودها في العاصمة الجزائر، دُعيت إيسلي كوكس إلى جمهورية كوريا الشمالية، حيث ولدت أبجانب عضوة أخرى لحزب الفهد الأسود، كاثلين كليفر.

## روابط خارجية
- Black Panther Barbara Easely Cox Discuss Her Experiences And The Party’s Legacy
- Barbara Easley-Cox interview with PBS: A Panther in Africa
- Barbara Easley-Cox reflects on history with the Black Panther Party: Panther Women Look Back:
- Women of the International Section of the Black Panther Party